# Bobo Ridge
Bobo Ridge ist ein 3 km langer, felsiger und isolierter Gebirgskamm im westantarktischen Marie-Byrd-Land. Er erstreckt sich in westlicher Richtung entlang der Nordflanke des Albanus-Gletschers und markiert den südwestlichen Ausläufer der Tapley Mountains.
Eine erste grobe Kartierung erfolgte durch Teilnehmer der zweiten Antarktisexpedition (1933–1935) des US-amerikanischen Polarforschers Richard Evelyn Byrd. Das Advisory Committee on Antarctic Names benannte den Gebirgskamm 1967 nach Robert Bobo, Meteorologe auf der McMurdo-Station im antarktischen Winter 1963.